# Liste der Monuments historiques in Binges
Die Liste der Monuments historiques in Binges führt die Monuments historiques in der französischen Gemeinde Binges auf.

## Liste der Immobilien
| Bezeichnung     | Beschreibung            | Standort                   | Kennzeichnung | Schutzstatus | Datum | Bild           |
| --------------- | ----------------------- | -------------------------- | ------------- | ------------ | ----- | -------------- |
| Kirche St-Denis | aus dem 15. Jahrhundert | Rue du Val de Saône (Lage) | PA00112141    | Inscrit      | 1950  | weitere Bilder |

## Liste der Objekte
| Bezeichnung            | Beschreibung                      | Standort                      | Kennzeichnung | Schutzstatus | Datum | Bild |
| ---------------------- | --------------------------------- | ----------------------------- | ------------- | ------------ | ----- | ---- |
| Skulptur Petrus        | Kalkstein, 16. Jahrhundert        | in der Kirche St-Denis (Lage) | PM21000332    | Classé       | 1916  |      |
| Kruzifixus             | Torso; Kalkstein, 16. Jahrhundert | in der Kirche St-Denis (Lage) | PM21000333    | Classé       | 1916  |      |
| Skulptur eines Mönches | Kalkstein, 15. Jahrhundert        | in der Kirche St-Denis (Lage) | PM21003291    | Classé       | 1916  |      |